# Kemijska olovka
Kemijska olovka vrsta je pisaćeg pribora za pisanje i crtanje. Rabi se u cijelom svijetu. Sastoji se od spremnika, punjenja i mehanizmom s kuglicom na nanošenje tinte. Kuglica se u dodiru s papirom pri kretanju počinje vrtjeti čime se sadržaj spremnika prenosi na površinu papira.

## Povijest
Godine 1888. Amerikanac John J. Loud je patentirao napravu koja je omogućavala označavati kožu. Hrvatski izumitelj Slavoljub Penkala je patentirao 1906. između ostalog i prethodnika kemijske olovke. Mađar József László Biró izumio je uz potporu svojeg brata Georga u Budimpešti nakon osamnaest godina razvoja osnovni oblik današnje kemijske olovke s kuglicom koja nanosi boju na papir.
Bíró je patentirao izum 1938. u Mađarskoj, a 27. prosinca 1938. u SAD-u pod nazivom „Fountain Pen for Pulpink Ink“ (kasnije „Ball Pen“).
Pravi proboj na tržistu omogućio je britanski poduzetnik Henry George Martin. Otkrio je da su kemijske olovke idealna naprava za posade zrakoplova i da na velikim visinama služi bez kapanja. Kupio je patent od Bire i osnovao s Frederickom Milesom 1944. u Readingu (Berkshire, Engleska) prvu tvornicu kemijskih olovaka na svijetu i započeo masovnu proizvodnju. U prvoj godini tvrtka je isporučila 30.000 kemijskih olovaka Kraljevskim zračnim snagama.

## Vanjske poveznice
- Pisaći pribor Hrvatska tehnička enciklopedija, portal hrvatske tehničke baštine. LZMK